# Punta Hedor
La punta Hedor (en inglés: Reek Point), ubicada en las coordenadas 56°16′S 27°32′O / -56.267, -27.533, es un cabo de baja altitud y origen volcánico que marca el extremo norte del archipiélago de las islas Sandwich del Sur. 
Es el punto septentrional de la isla Zavodovski del grupo  Marqués de Traverse. La Dirección de Sistemas de Información Geográfica de la provincia de Tierra del Fuego cita la punta en las coordenadas 56°14′28″S 27°31′12″O / -56.24111, -27.52000.
Su nombre en inglés fue dado por el Comité de Topónimos Antárticos del Reino Unido en 1971 por los gases volcánicos que son característicos de esta isla.
La isla nunca fue habitada ni ocupada, y es reclamada por el Reino Unido como parte del territorio británico de ultramar de las Islas Georgias del Sur y Sandwich del Sur y por la República Argentina, que la hace parte del departamento Islas del Atlántico Sur dentro de la provincia de Tierra del Fuego, Antártida e Islas del Atlántico Sur.